# Quickie (Geschlechtsverkehr)
Quickie (Lehnwort von englisch quickie, sinngemäß „schnelle Nummer“) bezeichnet in seiner Hauptbedeutung spontanen sexuellen Verkehr, insbesondere Geschlechtsverkehr mit stark verkürztem Vorspiel oder gänzlich ohne. Im allgemeinen Sinne bezeichnet Quickie (selten „Quicky“) eine im Vergleich zur üblichen Zeitdauer sehr verkürzte Aktion (beispielsweise ein Literatur-Quickie).